# Igor Janev
Igor Janev  (makedonska:Игор Јанев), född 29 september 1964, är en makedonsk professor och vetenskapsman